# Edite de Wessex, rainha da Germânia
Edite de Wessex (em inglês antigo: Ēadgȳð, Eadgyth ou Ædgyth; 910 - 26 de janeiro de 946), foi rainha da Germânia e duquesa da Saxônia como esposa do rei Otão I. Ela era filha do rei Eduardo de Wessex e de Elfreda. 

## Biografia
O rei Etelstano mandou duas de suas irmãs à Germânia, dizendo ao príncipe Oto que escolhesse aquela que mais lhe agradasse. Ele escolheu Edite e casou com ela em setembro de 929.
Como presente de casamento, segundo a tradição germânica, recebeu a cidade de Magdeburgo, cidade fundada no século anterior por Carlos Magno.
Edite era devota de Santo Osvaldo da Nortúmbria, assim como seu meio-irmão Etelstano e foi crucial na introdução do culto a este santo na Germânia após seu casamento com Oto.
Em 7 de agosto de 936, com a eleição de seu esposo ao trono, Edite se tornou rainha da Germânia. Ela faleceu dez anos depois, e seu corpo foi sepultado na Catedral de Magdeburgo.

## Descendência
O casal teve dois filhos:
- Ludolfo (930-6 de setembro de 957), duque da Suábia
- Lutgarda (931-18 de novembro de 953), casada com Conrado "o Vermelho", duque da Lotaríngia